# Hydrophoria aberrans
Hydrophoria aberrans är en tvåvingeart som beskrevs av Stein 1918. Hydrophoria aberrans ingår i släktet Hydrophoria och familjen blomsterflugor.
Artens utbredningsområde är Taiwan. Inga underarter finns listade i Catalogue of Life.